# قنيطسة متشعشعة
القنيطسة المتشعشعة (باللاتينية: Anacyclus radiatus) نوع نباتي يتبع جنس القنيطسة من الفصيلة النجمية.

## الموطن والانتشار
النبات واطن في المغرب العربي وبلاد الشام وجنوب أوروبا.